# Arenas
Arenas er en by og kommune i det sydlige Spanien i provinsen Málaga. Den har et indbyggertal på 1.259 (2024) indbyggere.
Den ligger i centrum af amtet La Axarquía, ca. 10 kilometer fra Vélez-Málaga og 50 km fra Málaga. Byen ligger 416 meter over havet, og gennemsnitstemperaturen ligger på 17,5º C.
På grund af det milde middelhavsklima har byen i de seneste år fået nye beboere fra Centraleuropa. Nogle marokkanske og rumænske indvandrere er endvidere beskæftiget i landbruget og byggeriet.
Hovedbyen Arenas på 2,6 km² ligger ved foden af bjergene Guanos (533 m.) og Bentomiz (709 m.). Aernas er en typisk andalusisk landsby med smalle snoede gader, med kubistiske hvide huse bygget over forskellige niveauer og dekoreret med farverige blomsterpotter. Som mange af de andre landsbyer i Axarquia-regionen ses den arabiske oprindelse også i nutiden:
Områdets mange stier, kløfter og vandløb giver gode muligheder for vandreture. Oliventræer, mandeltræer og vinstokke dominerer landskabet. Landbruget producerer blandt andet oliven, rosiner og Muscatel vin. Desuden er der i det vandrige område indført avocado og mango træer. Arenas henter vand til landbrugsproduktionen fra floderne río Seco og río Rubite, som gennemløber området.
Kommunens anden større landsby er Daimalos som ligger ca. 2 km fra Arenas. Daimalos havde i 2012 ca. 39 indbyggere. Byen er grundlagt af maurerene. Landsbyens kirke, Iglesia De La Concepcion, blev ombygget af spanierne. Den tidligere moske blev bygget i det 16. århundrede under maurernes herredømme. Senere da spanierne overtog moskeen blev Minareten ombygget til til at være et klokketårn. Kirkens indre er bemærkelsesværdig på grund af dens enkelhed. En anden seværdighed i Daimalos er den arabiske fontænebrønd. Myten siger, at hver mand og kvinde, som sammen drikker vand fra den gifter sig.
Fra Málaga følges motorvej A-7 til Vélez-Málaga, hvor den kurverige MA-117 følges til Arenas.

## Historie
Arenas blev grundlagt i middelalderen, det vil sige under Al-Andalus-tiden som var et muslimsk styre fra 711 til 1492. Under det muslimske Nazarí-kongerige Granada (1238-1492), tilhørte Arenas Bentomiz distriktet, som var kendt for landbrugsprodukter som silke og rosiner.
I april 1487 generobrede de kristne Axarquía-regionen, herunder borgen Bentomiz og de nærliggende landsbyer, Arenas, Daimalos og Çuheyla.
I det 16. århundrede blev den mauriske befolkning i Arenas udvist og flyttet til Segura de León i Badajoz. Arenas blev derefter befolket med spanske familier fra landsbyerne Santiago de Calatrava og Higuera de Calatrava. Alle detaljer findes i "Libro de Apeo og Repartimiento de Arenas", som er arkiveret i Real Cancillería de Granada arkivet. Arenas rådhus har en kopi.
På toppen af Bentomiz finder man resterne af den berømte fæstning af samme navn. De første skriftlige beretninger om fæstningen Bentomiz blev skrevet af kong Abd Allah Ibn Buluggin fra Granada i sine erindringer i det 11. århundrede. Den udgjorde i den arabiske periode en af støttepillerne i la Axarquías forsvar. Borgen er måske blev bygget af ibererne, og senere er blevet benyttet af fønikerne, grækerne og romerne, inden den blev udbygget og forstærket af araberne.
Arenas har tilnavnet Arenas de los Reyes (Kongernes Arenas), som stammer fra den kristne generobring i 1487. Under erobringen slog den spanske konge Fernando el Católico, Kong Ferdinand (som gennemførte erobringen af El Reino de Granada - den sidste arabiske bastion på halvøen), lejr under belejringen af Bentomiz. I 1487 overgav Bentomiz sig til de kristne hære, hvilket bevirkede at hele området inklusive Vélez-Málaga kom under spansk herredømme igen.

## Kultur
Af festdage er der blandt andet Feria de la Mula den 12. oktober, som fejres for at ære og beskytte muldyrene. Den 10-12. august afvikles Feria y Fiesta de Santa Catalina, som er en religiøs fest. Den traditionelle La Candelaria fejres i september, og i februar fejres karnevallet.
Blandt de traditionelle retter er chivo al ajillo (Brændt ged med hvidløg), choto al ajillo (stegt lam med hvidløg) og choto al vino (stegt lam med vin).

## Borgmester
- 1979–1983 - Francisco Garcia Ortega - PCE(IU)
- 1983–1987 - Francisco Garcia Ortega - PCE(IU)
- 1987–1991 - Francisco Garcia Ortega - PCE(IU)
- 1991–1995 - Jose Antonio Ruiz Pretel - PCE(IU)
- 1995–1999 - Jose Antonio Ruiz Pretel/Victoriano Garcia - PCE(IU)
- 1999–2003 - Victoriano Garcia - PCE(IU)
- 2003–2007 - Basilia Pareja - PSOE
- 2007–2011 - Basilia Pareja - PSOE
- 2011–2015 - Basilia Pareja - PSOE
- 2015-2019 - Manuel Ríos Sánchez - PP
- 2019- Manuel Ríos Sánchez - PP

## Galleri
- Arenas
- Fæstningen Bentomiz
- Daimalos
- Hyrde med sine geder i nærheden af Arenas